# Fée Morgane (Marvel Comics)
Pour le personnage d'origine de la légende arthurienne, voir l'article Fée Morgane
Morgane (ou Morgana), alias la fée Morgane (« Morgan le Fay » en VO) est une super-vilaine évoluant dans l'univers Marvel de la maison d'édition Marvel Comics. Créé par le scénariste Stan Lee et le dessinateur Joe Maneely (en), le personnage de fiction apparaît pour la première fois dans le comic book Black Knight (en) #1 en mai 1955, chez Atlas Comics.
Une nouvelle version du personnage apparaît ensuite chez Marvel Comics, à partir de Spider-Woman (vol. 1) #2 en mai 1978, scénarisée par Marv Wolfman et dessinée par Carmine Infantino.
Le personnage est dérivé de la fée Morgane issue de la légende arthurienne. Dans cette version du personnage, Morgane est la demi-sœur, mi-fée, du mythique roi Arthur. Son héritage elfique lui ayant accordé l'immortalité, elle a utilisé ce temps pour maîtriser les arts mystiques.
Morgane essaie parfois de conquérir le monde et, dans ce cadre, a été une adversaire des Vengeurs. Dans les années 1970, elle  apparaît dans la bande dessinée originale de l’héroïne Spider-Woman (Jessica Drew), agissant comme une ennemie de celle-ci. Elle est aussi opposée a une réincarnation de son « ancien ennemi », Magnus (en) (Magnus the Sorcerer), devient pendant un temps l'amante du Docteur Fatalis, et a été membre des Darkholders (en).
Le personnage a été adapté à la télévision dans le téléfilm Dr. Strange (1978), interprété par l'actrice Jessica Walter.

## Biographie du personnage

### Origines
La fée Morgane — telle qu'elle est décrite dans l'univers de Marvel Comics — naît en Cornouailles au VIe siècle. Elle devient grande prêtresse du Darkhold (en) et reine de Gorre, un petit royaume britannique.
Un jour, elle projette sa forme astrale dans le futur et possède mentalement Slapper Struthers, le transformant en Excaliber, puis l'envoie traquer Spider-Woman (Jessica Drew). Elle tente ensuite d'enrôler la jeune héroïne pour conquérir le XXe siècle et capture les âmes des amies de Jessica Drew, mais son corps physique est détruit lors du combat contre Spider-Woman.

### Parcours
Lors d'un combat entre le Docteur Fatalis et le héros Iron Man, les deux individus déclenchent une faille temporelle et atterrirent dans le passé. Là, Fatalis rencontre Morgane et lui demande son aide pour retrouver l'âme de sa mère, retenue en enfer par Méphisto. La sorcière accepte, à condition que Fatalis mène son armée de squelettes, des soldats tués par le roi Arthur. Iron Man bat la fée, la forçant à fuir son royaume.
Plus tard, Morgane essaie de posséder le corps de Spider-Woman (Jessica Drew) et affronte le Docteur Strange associé au Suaire sur le plan astral. Elle s'allie ensuite à Mordred (en). Le duo lance Balor et Bram Velsing (le Dreadknight) contre le Chevalier noir (Dane Whitman) et le Docteur Strange. Elle tente de transformer la Terre en dimension dirigée par la magie noire.
Elle réunit de nouveau les Vengeurs (comme le fit Loki au départ) quand elle capture la Sorcière rouge dans le but de voler la magie elfique d'Asgard. En utilisant l'épée d'Odin, elle remodèle la réalité qui redevient semblable au Moyen Âge. Mais les Vengeurs arrivent à annuler son sortilège.
À la suite d'un conflit entre la Latvérie et les États-Unis, les Vengeurs attaquent le château du Docteur Fatalis. Ce dernier retrouve alors son ancienne amante, mais est vaincu par les héros. Se sentant trahie par Fatalis, la fée Morgane revient dans le présent pour se venger de lui. Le tyran est sauvé par les Dark Avengers de Norman Osborn (allié à Fatalis dans la Cabale).

## Pouvoirs et capacités
La fée Morgane est une puissante sorcière, apparemment du fait de sa nature hybride féerique. Grâce à des rituels, elle peut voler les âmes et dominer les esprits, soigner les blessures, ou encore modifier l'environnement naturel de la Terre.
Ancienne élève de l'enchanteur Merlin (en), elle possède de vastes connaissances en occultisme.
- Morgane peut manipuler les forces magiques en de nombreux effets, comme le contrôle mental, l'art de l'illusion, la projection astrale, la métamorphose d'autrui...
- Au combat, elle utilise sa magie pour lancer des rayons de force mystique ou créer des boucliers spectraux.
- Sa nature féerique lui permet de voler dans les airs et de se transformer en animal.
- Comme beaucoup de créatures surnaturelles, elle est très sensible au fer et à l'acier, même sous sa forme astrale.

## Apparition dans d'autres médias
- Le personnage de Morgane le Fay apparaît dans l’univers cinématographique Marvel (MCU) au cours de la série Runaways (2017-2019). Antagoniste principale de la troisième et dernière saison, elle convoite le puissant Sceptre unique, détenu par Tina Minoru puis sa fille Nico, le personnage principal de la série. Morgane est incarnée par l'actrice Elizabeth Hurley.